# Oecetis brevis
Oecetis brevis är en nattsländeart som beskrevs av Douglas E. Kimmins 1963. Oecetis brevis ingår i släktet Oecetis och familjen långhornssländor. Inga underarter finns listade i Catalogue of Life.